# معركة أريكا
معركة أريكا، والمعروفه أيضاً باسم الاعتداء والقبض على رأس أريكا، هي معركة دارت في حرب المحيط الهادئ. وقد نشبت في 7 يونيو عام 1880، بين قوات من تشيلي وبيرو.

تعد معركة تاكنا، وتقاعد الجيش البوليفي للحرب أن بيرو ستقف وحيده لبقية النزاع مع تشيلي. وكانت الحاجة إلى وجود ميناء بالقرب من موقع الجيش البيروفي، وذلك لتوريد وتعزيز القوات واخلاء الجرحى في الحرب، أدلى الأمر التشيلي لوضع اهتمامه على معقل بيرو المتبقية في منطقة تاكنا. وهكذا، وجزء من الجيش التشيلي، بقيادة العقيد بيدرو لاغوس، شنت هجوما في وقت واحد من الجانبين، مع الدفوع بتهمة حربة، واستولوا على مورو دي أريكا (بالعربية:رأس أريكا) من القوات في بيرو في إطار الدفاع عن قيادة العقيد فرانسيسكو بولوينيزي في هجوم آخر أعلى التل. في هذه المعركة قتل قائد بيرو مع عدة ضباط، وأكثر من 1000 رجل.
أنهى فوز تشيلي في مرحلة من مراحل الصراع المعروفة باسم كامبانيا دي ذ تاكنا أريكا (بالعربية : حملة أريكا وتاكنا)، مما أدى إلى احتلال كامل لتاراباكا ولمحافظات تاكنا. وبدأت مرحلة جديدة باسم كامبانيا دي ليما (بالإنكليزية : حملة ليما)، التي أبرمت على سقوط العاصمة البيروفية لمدة سبعة أشهر في وقت لاحق. مدينة أريكا أبدت إلى أيادي بيرو، وجري التنازل عنها مؤقتا لشيلي بعد التوقيع على معاهدة في 1884، وبقيت المدينة التي تحتلها القوات العسكرية التشيلية حتى التوقيع على المعاهدة في وقت لاحق من ليما في عام 1929، عندما كانت تخلت عنه بشكل دائم لسيادة التشيلي.